# Zona Negativa (web)
Zona Negativa es una publicación electrónica en español de carácter colectivo y sin ánimo de lucro, fundada en 1999 y dedicada a "tratar el mundo del cómic y sus confluencias con otras formas artísticas, tales como el cine o la literatura" así como especializada principalmente –aunque no en exclusiva– en el género superheroico. Es una de las publicaciones divulgativas sobre cómic más destacadas de España, y está considerada una referencia en su campo.

## Trayectoria
Fundada en 1999 por Raúl López bajo un formato de página web, Zona Negativa fue uno de los primeros proyectos colectivos dedicados al cómic en castellano. Con una plantilla de redactores en activo variable que oscila desde entonces entre los diez y quince miembros, en 2004 dio el salto al formato weblog y se ha convertido en uno de los medios sobre cómics más visitados de España (número 1 en el ranking de blogs sobre cómics de Wikio/eBuzzing), con más de 9.000 visitas diarias de media a finales de 2011, y más de 20 millones de visitas desde 2004. Desde junio de 2010 su formato se ha orientado a una opción mixta weblog/revista online, y además de la página principal cuenta con otros servicios asociados tales como Youtube o Flickr. Desde 2010 cuenta con presencia en la red social Facebook y en los servicios de microblogging Twitter y Tumblr. Su cabecera y logo actuales fueron diseñados por Emma Ríos (dibujante en Marvel) y Álvaro López a finales de 2010
Desde septiembre de 2009 está patrocinada por el centro docente especializado Escola Joso; sus redactores colaboran frecuentemente con importantes salones, jornadas, revistas y editoriales del medio en España; cuenta con firmas invitadas ocasionales de editores, teóricos, críticos y profesionales del sector; y posee además un fondo documental de más de 200 entrevistas y cerca de 2.000 reseñas, sin contar otros contenidos como noticias y coberturas de eventos nacionales e internacionales.

## Premios
Zona Negativa ha sido galardonada con el Premio a la Mejor Web sobre Cómics en el Salón Internacional del Cómic de Madrid (Expocómic) en dos ocasiones –2006 y 2008– y ganó el Premio a la Mejor Web en el Salón del Cómic Internacional de Málaga 2010 (ImaginaMálaga). Toni Boix, uno de los redactores habituales de la web, fue nominado a título individual al Premio a la Divulgación de la Historieta 2008 en el Salón Internacional del Cómic de Barcelona de 2009.

Zona Negativa fue finalista para los Eagle Awards 2012 en la categoría de "Favourite Comics-Related Website".

## Influencia
Zona Negativa está considerada una web con gran influencia en el comprador, estimándose que una mención positiva en ella puede implicar un aumento del 25% en el volumen de ventas final.